# RTV-A-2 Hiroc
El RTV-A-2 Hiroc fue un cohete de gran altitud, producto del primer esfuerzo de Estados Unidos para desarrollar un misil balístico intercontinental (ICBM). El proyecto recibió el nombre de MX-774. El proyecto fue cancelado en 1947, pero los fondos sobrantes se utilizaron para construir y lanzar tres de los 10 vehículos de investigación previstos, denominados RTV-A-2.
El diseño incluyó varias innovaciones; las cámaras de empuje con cardán proporcionaban control de guía, la presión interna del gas se usaba para sostener la estructura del avión y la tapa de la nariz era separable. Todos estos conceptos se utilizaron posteriormente en el misil Atlas y los dos primeros en el cohete Viking. También se desarrolló como parte del MX-774 el sistema de guía Azusa, que no se usó en el misil Hiroc pero contribuyó al misil Atlas, así como a muchos otros primeros misiles guiados lanzados desde Cabo Cañaveral.